# Azalea Park
Azalea Park ist ein census-designated place (CDP) im Orange County im US-Bundesstaat Florida mit 14.141 Einwohnern (Stand: 2020).

## Geographie
Azalea Park grenzt direkt an Orlando. Der CDP wird von den Florida State Roads 50, 408 (Spessard L. Holland East-West Expressway, mautpflichtig), 436, 551 und 552 durchquert bzw. tangiert.

## Demographische Daten
Laut der Volkszählung 2010 verteilten sich die damaligen 12.556 Einwohner auf 4948 Haushalte. Die Bevölkerungsdichte lag bei 1512,8 Einw./km². 67,4 % der Bevölkerung bezeichneten sich als Weiße, 10,3 % als Afroamerikaner, 0,4 % als Indianer und 3,7 % als Asian Americans. 14,0 % gaben die Angehörigkeit zu einer anderen Ethnie und 4,2 % zu mehreren Ethnien an. 59,0 % der Bevölkerung bestand aus Hispanics oder Latinos.
Im Jahr 2010 lebten in 38,2 % aller Haushalte Kinder unter 18 Jahren sowie 21,5 % aller Haushalte Personen mit mindestens 65 Jahren. 68,3 % der Haushalte waren Familienhaushalte (bestehend aus verheirateten Paaren mit oder ohne Nachkommen bzw. einem Elternteil mit Nachkomme). Die durchschnittliche Größe eines Haushalts lag bei 2,82 Personen und die durchschnittliche Familiengröße bei 3,30 Personen.
28,2 % der Bevölkerung waren jünger als 20 Jahre, 31,3 % waren 20 bis 39 Jahre alt, 26,0 % waren 40 bis 59 Jahre alt und 14,5 % waren mindestens 60 Jahre alt. Das mittlere Alter betrug 33 Jahre. 49,5 % der Bevölkerung waren männlich und 50,5 % weiblich.
Das durchschnittliche Jahreseinkommen lag bei 37.687 $, dabei lebten 19,3 % der Bevölkerung unter der Armutsgrenze.
Im Jahr 2000 war Englisch die Muttersprache von 61,97 % der Bevölkerung, spanisch sprachen 36,23 % und 1,80 % hatten eine andere Muttersprache.

## Wirtschaft
Eine nennenswerte Industrie gibt es nicht. Die hauptsächlichen Beschäftigungszweige sind: Ausbildung, Gesundheit und Soziales: (16,6 %), Handel / Einzelhandel: (15,6 %), Finanzen, Versicherungen und Immobilien: (3,0 %), Baugewerbe: (10,1 %).

## Parks und Sportmöglichkeiten
Es gibt ein breites Angebot von 17 verschiedenen Stadtparks sowie mehrere sportliche Einrichtungen sowie Spielwiesen und Möglichkeiten zum Camping. An Sportmöglichkeiten werden Softball, Baseball, Football, Basketball, Soccer und Schwimmen angeboten.

## Kriminalität
Die Kriminalitätsrate hat einen Index von 229,0 Punkte. (Vergl. US-Landesdurchschnitt: 330,6 Punkte) 2002 gab es 2 Morde, 16 Vergewaltigungen, 43 Raubüberfälle, 106 tätliche Angriffe auf Personen, 130 Einbrüche, 365 Diebstähle und 96 Autodiebstähle.